# José Anilton Júnior
José Anilton Júnior (sinh ngày 10 tháng 7 năm 1980) là một hậu vệ bóng đá người Brasil thi đấu cho União de Leiria. Anh sinh ra ở Penedo, Brasil và các câu lạc bộ cũ gồm Sport Club Corinthians Alagoano và CD Aves. Anh thi đấu 6 tháng ở România cho Pandurii Târgu Jiu.